# 垂沙之戰
垂沙之戰發生於公元前301年，秦國、齊國、韓國、魏國 、宋國 五國聯軍攻打楚國的一場戰爭。
前301年，秦將庶長奐、齊將匡章、魏將公孫喜、韓將暴鳶等四國部隊進攻楚國，楚國派大將唐眜在方城，抗擊齊、韓、魏三國軍隊。
三國聯軍進攻楚國的方城，雙方夾沘水（在今河南西南唐河县境，下游至襄樊入漢水）列陣，相持長達六個月。
齊宣王對戰事不耐煩，便派周最到陣地以苛刻的言辭催促匡章趕快渡河作戰，匡章不甘心受委屈，便對周最說：「殺了臣，把臣罷免，甚至殺了臣的全家，這是大王能夠對臣做到的；戰機不成熟的時候要求出戰，戰機成熟的時候不要求出戰，這是大王對臣做不到的。」隨後，匡章命人尋找可以渡河的地方，由於楚軍放箭射守，派出的人不能靠近河邊。後來，一位樵夫告訴說：「要想知道河水深淺太容易了：凡是楚軍重兵防守的地方，都是河水淺的地方；凡是楚軍防守兵力少的地方，都是河水深的地方。」匡章聽後喜出望外，隨即選派精兵乘夜從楚軍重兵防守的地方渡河，向楚軍發起突然襲擊，在沘水旁的垂沙（今河南唐河境）大敗楚軍。楚將唐眜因為聯軍六個多月沒有多大的動靜，放鬆戒備，等知聯軍上岸後才倉卒調兵應戰。楚軍大敗，死者數以千計，楚將唐眜戰死。
垂沙之戰以後，聯軍乘勝攻占垂丘（今河南省泌陽縣北）、宛（今河南省南陽縣）、葉（今河南省葉縣）以北的大片土地。楚國宛、葉以北的土地為韓、魏兩國奪取。唐眜死後，部將莊蹻率領軍隊叛變並引發人民起义，起义隊伍一度攻下楚國都城郢（今湖北省江陵市北），將楚國的領土分割成幾塊。